# Campeonato Mundial de Fórmula 1 de 2004
A Temporada de Fórmula 1 de 2004 foi a 55° realizada pela FIA. Teve como campeão o alemão Michael Schumacher, da Ferrari, sendo vice-campeão o brasileiro Rubens Barrichello, também da Ferrari. 

## Relatório
Com o modelo Ferrari F2004, a Scuderia conquistou 15 vitórias no ano (13 com Michael Schumacher, 2 com Rubens Barrichello), sendo que 8 dessas vitórias foram dobradinhas, sendo 7 com Schumacher na frente. A surpresa foi a equipe BAR, que mostrou grande evolução se comparada às temporadas anteriores com o equilibrado motor Honda no modelo BAR 006, dando a Jenson Button o terceiro lugar no mundial de pilotos, seguido da equipe Renault, que obteve uma vitória com Jarno Trulli, em Mônaco. 
As decepções foram o desempenho da Williams, que teve inúmeros problemas com a reformulação aerodinâmica radical do FW26, conseguindo apenas uma vitória com Juan Pablo Montoya no GP do Brasil e a McLaren, que obteve vários abandonos com a baixa eficiência dos motores Mercedes que equipavam o McLaren MP4-19 obtendo uma única vitória com Kimi Räikkönen no GP da Bélgica. Outra surpresa foi Zsolt Baumgartner, que ao chegar em 8º lugar no GP dos Estados Unidos, tornou-se o primeiro piloto húngaro a pontuar na categoria. Schumacher dominou completamente os 5 primeiros GPS (Austrália, Malásia, Barém, San Marino e Espanha), não dando chances aos adversários, perdendo sua série invicta apenas em Mônaco, quando uma batida com Montoya dentro do túnel fez os dois abandonarem. A vitória ficou com Jarno Trulli, que no final resistiu á pressão de Jenson Button, vencendo pela primeira e única vez na F1. Depois disso, o alemão venceu todas as 7 corridas seguintes, com destaque para o GP da França, em Magny Cours, onde fez incríveis 4 pit stops, mas mesmo assim conseguiu superar Fernando Alonso, que havia largado na pole. 
Nesse meio tempo, cabe destacar o GP dos EUA, em Indianápolis, onde Ralf Schumacher sofreu um grave acidente, ficando fora das seis corridas seguintes. Nesse GP, Takuma Sato foi ao pódio, num feito histórico para o Japão na Fórmula 1. Em Silverstone, no GP da Inglaterra, a McLaren renasceu com a pole de Kimi Raikkonen, mas ele foi superado por Schumacher, chegando em segundo. Porém, na Bélgica, corrida em que Schummy conquistou o hepta, Kimi venceu, jogando "água no chope" do alemão. Nas corridas seguintes, na Itália e na China, Rubens Barrichello venceu, para confirmar seu vice campeonato, com Schumacher voltando a vencer em Suzuka, no Japão. Por fim, no GP do Brasil, quando era a grande a expectativa pela vitória de Rubens Barrichello, Juan Pablo Montoya frustrou os brasileiros e salvou a honra de uma temporada decepcionante em sua despedida da Williams. Ao brasileiro, restou o consolo de chegar em terceiro, seu melhor resultado na pista paulistana. 
Além de Rubinho, outros 4 brasileiros disputaram a temporada: Felipe Massa pilotou a equipe Sauber, conseguindo 12 pontos, 10 a menos que seu companheiro de equipe, o italiano Giancarlo Fisichella. Seu melhor resultado foi um quarto lugar na Bélgica. Antônio Pizzonia disputou 4 GPs, substituindo o lesionado Ralf Schumacher na equipe Williams. Conquistou 6 pontos, oriundos de 3 sétimos lugares, nos GPs da Alemanha, Hungria e Itália. Cristiano da Matta iniciou mais um ano na equipe Toyota. Porém, um desentendimento com a equipe devido aos diversos problemas que faziam o carro ter um péssimo rendimento, culminou na demissão do brasileiro, que marcou 3 pontos, graças a um sexto lugar em Mônaco. No seu lugar, no GP da Hungria, entrou justamente outro brasileiro, Ricardo Zonta, que não pontuou, mas esteve perto de conseguir um quarto lugar, que seria o melhor resultado do time até o momento, no GP da Bélgica. Porém, o motor quebrou no final. 

## Equipes e pilotos
| Campeão            | Vice-campeão       | 3º Lugar      |
|                    |                    |               |
| Michael Schumacher | Rubens Barrichello | Jenson Button |
| Ferrari            | Ferrari            | BAR-Honda     |

| Equipe                     | Construtor       | Chassis        | Motor†                                 | Pneus | Nº | Piloto               | Nº | Piloto de Testes                           |
| -------------------------- | ---------------- | -------------- | -------------------------------------- | ----- | -- | -------------------- | -- | ------------------------------------------ |
| Scuderia Ferrari Marlboro  | Ferrari          | F2004          | Ferrari 053                            | B     | 1  | Michael Schumacher   |    | Luca Badoer Luciano Burti                  |
| Scuderia Ferrari Marlboro  | Ferrari          | F2004          | Ferrari 053                            | B     | 2  | Rubens Barrichello   |    | Luca Badoer Luciano Burti                  |
| BMW Williams F1 Team       | Williams-BMW     | FW26           | BMW P84                                | M     | 3  | Juan Pablo Montoya   |    | Antônio Pizzonia Marc Gené Olivier Beretta |
| BMW Williams F1 Team       | Williams-BMW     | FW26           | BMW P84                                | M     | 4  | Ralf Schumacher      |    | Antônio Pizzonia Marc Gené Olivier Beretta |
| BMW Williams F1 Team       | Williams-BMW     | FW26           | BMW P84                                | M     | 4  | Marc Gené            |    | Antônio Pizzonia Marc Gené Olivier Beretta |
| BMW Williams F1 Team       | Williams-BMW     | FW26           | BMW P84                                | M     | 4  | Antônio Pizzonia     |    | Antônio Pizzonia Marc Gené Olivier Beretta |
| West McLaren Mercedes      | McLaren-Mercedes | MP4-19 MP4-19B | Mercedes FO 110Q                       | M     | 5  | David Coulthard      |    | Alexander Wurz Pedro de la Rosa            |
| West McLaren Mercedes      | McLaren-Mercedes | MP4-19 MP4-19B | Mercedes FO 110Q                       | M     | 6  | Kimi Räikkönen       |    | Alexander Wurz Pedro de la Rosa            |
| Mild Seven Renault F1 Team | Renault          | R24            | Renault RS24                           | M     | 7  | Jarno Trulli         |    | Franck Montagny Heikki Kovalainen          |
| Mild Seven Renault F1 Team | Renault          | R24            | Renault RS24                           | M     | 7  | Jacques Villeneuve   |    | Franck Montagny Heikki Kovalainen          |
| Mild Seven Renault F1 Team | Renault          | R24            | Renault RS24                           | M     | 8  | Fernando Alonso      |    | Franck Montagny Heikki Kovalainen          |
| Lucky Strike BAR Honda     | BAR-Honda        | 006            | Honda RA004E                           | M     | 9  | Jenson Button        | 35 | Anthony Davidson                           |
| Lucky Strike BAR Honda     | BAR-Honda        | 006            | Honda RA004E                           | M     | 10 | Takuma Sato          | 35 | Anthony Davidson                           |
| Sauber Petronas            | Sauber-Petronas  | C23            | Petronas 04A (Ferrari 053 rebatizados) | B     | 11 | Giancarlo Fisichella | 36 | Neel Jani                                  |
| Sauber Petronas            | Sauber-Petronas  | C23            | Petronas 04A (Ferrari 053 rebatizados) | B     | 12 | Felipe Massa         | 36 | Neel Jani                                  |
| Jaguar                     | Jaguar-Cosworth  | R5             | Cosworth CR-6                          | M     | 14 | Mark Webber          | 37 | Björn Wirdheim                             |
| Jaguar                     | Jaguar-Cosworth  | R5             | Cosworth CR-6                          | M     | 15 | Christian Klien      | 37 | Björn Wirdheim                             |
| Panasonic Toyota Racing    | Toyota           | TF104          | Toyota RVX-04                          | M     | 16 | Cristiano da Matta   | 38 | Ricardo Zonta Ryan Briscoe                 |
| Panasonic Toyota Racing    | Toyota           | TF104          | Toyota RVX-04                          | M     | 17 | Olivier Panis        | 38 | Ricardo Zonta Ryan Briscoe                 |
| Panasonic Toyota Racing    | Toyota           | TF104B         | Toyota RVX-04                          | M     | 16 | Cristiano da Matta   | —  | —                                          |
| Panasonic Toyota Racing    | Toyota           | TF104B         | Toyota RVX-04                          | M     | 16 | Ricardo Zonta        | —  | —                                          |
| Panasonic Toyota Racing    | Toyota           | TF104B         | Toyota RVX-04                          | M     | 16 | Jarno Trulli         | —  | —                                          |
| Panasonic Toyota Racing    | Toyota           | TF104B         | Toyota RVX-04                          | M     | 17 | Olivier Panis        | —  | —                                          |
| Panasonic Toyota Racing    | Toyota           | TF104B         | Toyota RVX-04                          | M     | 17 | Ricardo Zonta        | —  | —                                          |
| Panasonic Toyota Racing    | Toyota           | TF104B         | Toyota RVX-04                          | M     | 17 | Jarno Trulli         | —  | —                                          |
| Jordan Ford                | Jordan-Ford      | EJ14           | Ford RS2                               | B     | 18 | Nick Heidfeld        | 39 | Timo Glock Robert Doornbos                 |
| Jordan Ford                | Jordan-Ford      | EJ14           | Ford RS2                               | B     | 19 | Giorgio Pantano      | 39 | Timo Glock Robert Doornbos                 |
| Jordan Ford                | Jordan-Ford      | EJ14           | Ford RS2                               | B     | 19 | Timo Glock           | 39 | Timo Glock Robert Doornbos                 |
| Minardi F1 Team            | Minardi-Cosworth | PS04B          | Cosworth CR-3 L                        | B     | 20 | Gianmaria Bruni      | 40 | Bas Leinders                               |
| Minardi F1 Team            | Minardi-Cosworth | PS04B          | Cosworth CR-3 L                        | B     | 21 | Zsolt Baumgartner    | 40 | Bas Leinders                               |

↑1  Motor Ferrari renomeado de Petronas.
|                       | Começo do campeonato | Começo do campeonato     | Começo do campeonato | Começo do campeonato     | Durante o campeonato | Durante o campeonato     |
| Piloto                | Antes                | Antes                    | Depois               | Depois                   | Durante o campeonato | Durante o campeonato     |
| Piloto                | Equipe               | Posição                  | Equipe               | Posição                  | Equipe               | Posição                  |
| --------------------- | -------------------- | ------------------------ | -------------------- | ------------------------ | -------------------- | ------------------------ |
| Antônio Pizzonia      | Williams             | Piloto de Testes         | Williams             | Piloto de Testes         | Williams             | Piloto de Corrida        |
| Marc Gené             | Williams             | Piloto de Testes         | Williams             | Piloto de Testes         | Williams             | Piloto de Corrida        |
| Timo Glock            | -                    | Formula 3                | Jordan               | Piloto de Testes         | Jordan               | Piloto de Corrida        |
| Jacques Villeneuve    | -                    | Afastamento da Formula 1 | -                    | Afastamento da Formula 1 | Renault              | Piloto de Corrida        |
| Jarno Trulli          | Renault              | Piloto de Corrida        | Renault              | Piloto de Corrida        | Toyota               | Piloto de Corrida        |
| Giancarlo Fisichella  | Jordan               | Piloto de Corrida        | Sauber               | Piloto de Corrida        |                      |                          |
| Felipe Massa          | Ferrari              | Piloto de Testes         | Sauber               | Piloto de Corrida        |                      |                          |
| Nick Heidfeld         | Sauber               | Piloto de Corrida        | Jordan               | Piloto de Corrida        |                      |                          |
| Heinz-Harald Frentzen | Sauber               | Piloto de Corrida        | -                    | DTM                      |                      |                          |
| Giorgio Pantano       | -                    | Champ Car                | Jordan               | Piloto de Corrida        |                      |                          |
| Ralph Firman          | Jordan               | Piloto de Corrida        | -                    | WEC                      |                      |                          |
| Christian Klien       | -                    | Formula BMW              | Jaguar               | Piloto de Corrida        |                      |                          |
| Justin Wilson         | Jaguar               | Piloto de Corrida        | -                    | Champ Car                |                      |                          |
| Gianmaria Bruni       | Minardi              | Piloto de Testes         | Minardi              | Piloto de Corrida        |                      |                          |
| Zsolt Baumgartner     | Jordan               | Piloto de Testes         | Minardi              | Piloto de Corrida        |                      |                          |
| Nicolas Kiesa         | Minardi              | Piloto de Corrida        | -                    | -                        |                      |                          |
| Jos Verstappen        | Minardi              | Piloto de Corrida        | -                    | Aposentadoria            |                      |                          |
| Ricardo Zonta         | Toyota               | Piloto de Testes         | Toyota               | Piloto de Testes         | Toyota               | Piloto de Corrida        |
| Olivier Panis         | Toyota               | Piloto de Corrida        | Toyota               | Piloto de Corrida        | -                    | Afastamento da Formula 1 |
| Cristiano da Matta    | Toyota               | Piloto de Corrida        | Toyota               | Piloto de Corrida        | -                    | CART                     |

Ferrari: mais uma vez como equipe a ser batida, a Ferrari manteve sua dupla de pilotos, formada por Michael Schumacher e Rubens Barrichello para a temporada de 2004, indo em busca do quinto título consecutivo de pilotos com Schumacher e o sexto de construtores. 
Williams: novamente equipada pelos motores BMW, a equipe chegou em 2004 almejando acabar com o domínio da Ferrari, após chegar perto disso em 2003. A dupla de pilotos, formada por Juan Pablo Montoya e Ralf Schumacher, foi mantida, agora com o colombiano como segundo piloto.
McLaren: A equipe equipada pelo motor Mercedes empolgou no começo de 2003, mas no fim decepcionou e perdeu espaço para a Williams. A equipe manteve sua dupla de pilotos: David Coulthard, em sua nona temporada pela equipe e Kimi Raikkonen, a grande aposta para acabar com o domínio da Ferrari.
Renault: Depois de um começo decepcionante em 2002, a Renault foi muito bem em 2003, e para 2004 manteve a sua dupla de pilotos: Jarno Trulli e Fernando Alonso.
BAR: A equipe foi a quinta força em 2003, mas ainda aquém do que se espera dela. Para 2004, Jenson Button foi mantido como piloto principal, tendo a companhia de Takuma Sato, efetivado como titular após a demissão do canadense Jacques Villeneuve. 
Sauber: Equipada pelo motor Ferrari, foi uma das poucas a apresentar novidades, trocando sua dupla de pilotos. Giancarlo Fisichella veio da Jordan para ser o piloto principal, tendo a companhia de Felipe Massa, que após ficar fora do grid em 2003, estava de volta como piloto titular. 
Jaguar: A equipe inglesa manteve o australiano Mark Webber, que surpreendeu em 2003, tendo como novo parceiro o austríaco Christian Klein, sensação das categorias de base.
Toyota: A equipe evoluiu em 2003, e para essa temporada, manteve Cristiano da Matta e Olivier Panis.
Jordan: A decadente equipe irlandesa passou a contar com o alemão Nick Heidfeld,vindo da Sauber e com o italiano Giorgio Pantano, estreante na categoria.
Minardi: Lanterna do grid, a equipe contou com uma nova dupla de pilotos: o italiano Gianmaria Bruni e o húngaro Zsolt Baumgartner.
 †Todos motores configurados em 3.0L e motor V10.

## Calendário
| Prova | Corrida               | Local             | Data           |
| ----- | --------------------- | ----------------- | -------------- |
| 1     | GP da Austrália       | Melbourne         | 7 de março     |
| 2     | GP da Malásia         | Sepang            | 21 de março    |
| 3     | GP do Barém           | Sakhir            | 4 de abril     |
| 4     | GP de San Marino      | Ímola             | 25 de abril    |
| 5     | GP da Espanha         | Montmeló          | 9 de maio      |
| 6     | GP de Mônaco          | Monte Carlo       | 23 de maio     |
| 7     | GP da Europa          | Nürburgring       | 30 de maio     |
| 8     | GP do Canadá          | Montreal          | 13 de junho    |
| 9     | GP dos Estados Unidos | Indianápolis      | 20 de junho    |
| 10    | GP da França          | Nevers            | 4 de julho     |
| 11    | GP da Grã-Bretanha    | Silverstone       | 11 de julho    |
| 12    | GP da Alemanha        | Hockenheimring    | 25 de julho    |
| 13    | GP da Hungria         | Hungaroring       | 15 de agosto   |
| 14    | GP da Bélgica         | Spa-Francorchamps | 29 de agosto   |
| 15    | GP da Itália          | Monza             | 12 de setembro |
| 16    | GP da China           | Xangai            | 26 de setembro |
| 17    | GP do Japão           | Suzuka            | 10 de outubro  |
| 18    | GP do Brasil          | Interlagos        | 24 de outubro  |

A temporada teve duas corridas a mais em relação à anterior: O GP da Bélgica retornou ao calendário depois de estar ausente em 2003. Além disso, pela primeira vez, a fórmula 1 esteve no Barém e na China. Por sua vez, o GP da Áustria foi excluído do calendário, voltando apenas em 2014, após as reformas no circuito.

## Resultados

### Grandes Prêmios
| GP | Grande Prêmio      | Pole Position      | Volta mais rápida  | Vencedor           | Equipe           | Descrição |
| -- | ------------------ | ------------------ | ------------------ | ------------------ | ---------------- | --------- |
| 1  | GP da Austrália    | Michael Schumacher | Rubens Barrichello | Michael Schumacher | Ferrari          | descrição |
| 2  | GP da Malásia      | Michael Schumacher | Juan Pablo Montoya | Michael Schumacher | Ferrari          | descrição |
| 3  | GP do Barém        | Michael Schumacher | Rubens Barrichello | Michael Schumacher | Ferrari          | descrição |
| 4  | GP de San Marino   | Jenson Button      | Jenson Button      | Michael Schumacher | Ferrari          | descrição |
| 5  | GP da Espanha      | Michael Schumacher | Rubens Barrichello | Michael Schumacher | Ferrari          | descrição |
| 6  | GP de Mônaco       | Jarno Trulli       | Jenson Button      | Jarno Trulli       | Renault          | descrição |
| 7  | GP da Europa       | Michael Schumacher | Rubens Barrichello | Michael Schumacher | Ferrari          | descrição |
| 8  | GP do Canadá       | Michael Schumacher | Rubens Barrichello | Michael Schumacher | Ferrari          | descrição |
| 9  | GP dos EUA         | Rubens Barrichelo  | Rubens Barrichello | Michael Schumacher | Ferrari          | descrição |
| 10 | GP da França       | Michael Schumacher | Fernando Alonso    | Michael Schumacher | Ferrari          | descrição |
| 11 | GP da Grã-Bretanha | Kimi Räikkönen     | Michael Schumacher | Michael Schumacher | Ferrari          | descrição |
| 12 | GP da Alemanha     | Michael Schumacher | Kimi Räikkönen     | Michael Schumacher | Ferrari          | descrição |
| 13 | GP da Hungria      | Michael Schumacher | Michael Schumacher | Michael Schumacher | Ferrari          | descrição |
| 14 | GP da Bélgica      | Jarno Trulli       | Kimi Räikkönen     | Kimi Räikkönen     | McLaren-Mercedes | descrição |
| 15 | GP da Itália       | Rubens Barrichello | Rubens Barrichello | Rubens Barrichello | Ferrari          | descrição |
| 16 | GP da China        | Rubens Barrichello | Michael Schumacher | Rubens Barrichello | Ferrari          | descrição |
| 17 | GP do Japão        | Michael Schumacher | Rubens Barrichello | Michael Schumacher | Ferrari          | descrição |
| 18 | GP do Brasil       | Rubens Barrichello | Juan Pablo Montoya | Juan Pablo Montoya | Williams-BMW     | descrição |

### Pilotos
| Pos | Piloto               | AUS | MAS | BAR | SMR | ESP | MON | EUR | CAN | EUA | FRA | GBR | ALE | HUN | BEL | ITA | CHN | JAP | BRA | Pts |
| --- | -------------------- | --- | --- | --- | --- | --- | --- | --- | --- | --- | --- | --- | --- | --- | --- | --- | --- | --- | --- | --- |
| 1   | Michael Schumacher   | 1   | 1   | 1   | 1   | 1   | Ret | 1   | 1   | 1   | 1   | 1   | 1   | 1   | 2   | 2   | 12  | 1   | 7   | 148 |
| 2   | Rubens Barrichello   | 2   | 4   | 2   | 6   | 2   | 3   | 2   | 2   | 2   | 3   | 3   | 12  | 2   | 3   | 1   | 1   | Ret | 3   | 114 |
| 3   | Jenson Button        | 6   | 3   | 3   | 2   | 8   | 2   | 3   | 3   | Ret | 5   | 4   | 2   | 5   | Ret | 3   | 2   | 3   | Ret | 85  |
| 4   | Fernando Alonso      | 3   | 7   | 6   | 4   | 4   | Ret | 5   | Ret | Ret | 2   | 10  | 3   | 3   | Ret | Ret | 4   | 5   | 4   | 59  |
| 5   | Juan Pablo Montoya   | 5   | 2   | 13  | 3   | Ret | 4   | 8   | DSQ | DSQ | 8   | 5   | 5   | 4   | Ret | 5   | 5   | 7   | 1   | 58  |
| 6   | Jarno Trulli         | 7   | 5   | 4   | 5   | 3   | 1   | 4   | Ret | 4   | 4   | Ret | 11  | Ret | 9   | 10  |     | 11  | 12  | 46  |
| 7   | Kimi Räikkönen       | Ret | Ret | Ret | 8   | 11  | Ret | Ret | 5   | 6   | 7   | 2   | Ret | Ret | 1   | Ret | 3   | 6   | 2   | 45  |
| 8   | Takuma Sato          | 9   | 15  | 5   | 16  | 5   | Ret | Ret | Ret | 3   | Ret | 11  | 8   | 6   | Ret | 4   | 6   | 4   | 6   | 34  |
| 9   | Ralf Schumacher      | 4   | Ret | 7   | 7   | 6   | 10  | Ret | DSQ | Ret | INJ | INJ | INJ | INJ | INJ | INJ | Ret | 2   | 5   | 24  |
| 10  | David Coulthard      | 8   | 6   | Ret | 12  | 10  | Ret | Ret | 6   | 7   | 6   | 7   | 4   | 9   | 7   | 6   | 9   | Ret | 11  | 24  |
| 11  | Giancarlo Fisichella | 10  | 11  | 11  | 9   | 7   | Ret | 6   | 4   | 9   | 12  | 6   | 9   | 8   | 5   | 8   | 7   | 8   | 9   | 22  |
| 12  | Felipe Massa         | Ret | 8   | 12  | 10  | 9   | 5   | 9   | Ret | Ret | 13  | 9   | 13  | Ret | 4   | 12  | 8   | 9   | 8   | 12  |
| 13  | Mark Webber          | Ret | Ret | 8   | 13  | 12  | Ret | 7   | Ret | Ret | 9   | 8   | 6   | 10  | Ret | 9   | 10  | Ret | Ret | 7   |
| 14  | Olivier Panis        | 13  | 12  | 9   | 11  | Ret | 8   | 11  | DSQ | 5   | 15  | Ret | 14  | 11  | 8   | Ret | 14  | 14  |     | 6   |
| 15  | Antônio Pizzonia     |     |     |     |     |     |     |     |     |     |     |     | 7   | 7   | Ret | 7   |     |     |     | 6   |
| 16  | Christian Klien      | 11  | 10  | 14  | 14  | Ret | Ret | 12  | 9   | Ret | 11  | 14  | 10  | 13  | 6   | 13  | Ret | 12  | 14  | 3   |
| 17  | Cristiano da Matta   | 12  | 9   | 10  | Ret | 13  | 6   | Ret | DSQ | Ret | 14  | 13  | Ret |     |     |     |     |     |     | 3   |
| 18  | Nick Heidfeld        | Ret | Ret | 15  | Ret | Ret | 7   | 10  | 8   | Ret | 16  | 15  | Ret | 12  | 11  | 14  | 13  | 13  | Ret | 3   |
| 19  | Timo Glock           |     |     |     |     |     |     |     | 7   |     |     |     |     |     |     |     | 15  | 15  | 15  | 2   |
| 20  | Zsolt Baumgartner    | Ret | 16  | Ret | 15  | Ret | 9   | 15  | 10  | 8   | Ret | Ret | 16  | 15  | Ret | 15  | 16  | Ret | 16  | 1   |
| 21  | Jacques Villeneuve   |     |     |     |     |     |     |     |     |     |     |     |     |     |     |     | 11  | 10  | 10  | 0   |
| 22  | Ricardo Zonta        |     |     |     |     |     |     |     |     |     |     |     |     | Ret | 10  | 11  | Ret |     | 13  | 0   |
| 23  | Marc Gené            |     |     |     |     |     |     |     |     |     | 10  | 12  |     |     |     |     |     |     |     | 0   |
| 24  | Giorgio Pantano      | 14  | 13  | 16  | Ret | Ret | Ret | 13  |     | Ret | 17  | Ret | 15  | Ret | Ret | Ret |     |     |     | 0   |
| 25  | Gianmaria Bruni      | NC  | 14  | 17  | Ret | Ret | Ret | 14  | Ret | Ret | 18  | 16  | 17  | 14  | Ret | Ret | Ret | 16  | 17  | 0   |
| Pos | Piloto               | AUS | MAS | BAR | SMR | ESP | MON | EUR | CAN | EUA | FRA | GBR | ALE | HUN | BEL | ITA | CHN | JAP | BRA | Pts |

| Cor        | Resultado             |
| ---------- | --------------------- |
| Ouro       | Vencedor              |
| Prata      | 2.º lugar             |
| Bronze     | 3.º lugar             |
| Verde      | Terminou, nos pontos  |
| Azul       | Terminou, sem pontos  |
| Púrpura    | Ret – Retirou-se      |
| Vermelho   | NQ – Não qualificado  |
| Preto      | DSQ – Desqualificado  |
| Branco     | NL – Não largou       |
| Branco     | C – Corrida cancelada |
| Azul claro | AT – Apenas Treino    |
| Sem cor    | NP – Não participou   |
| Sem cor    | Les – Lesionado       |
| Sem cor    | EX – Excluído         |

- Em negrito indica pole position e itálico volta mais rápida.

### Classificação de construtores
| Pos | Construtor | Chassis      | Motor                                 | Pneu | GPs | Vitórias | Pódios | Poles | V. rápidas | Subtotal de Pontos | Total de Pontos |
| --- | ---------- | ------------ | ------------------------------------- | ---- | --- | -------- | ------ | ----- | ---------- | ------------------ | --------------- |
| 1   | Ferrari    | F2004        | Ferrari 053                           | B    | 18  | 15       | 18     | 12    | 14         | 262                | 262             |
| 2   | BAR        | 006          | Honda RA004E                          | M    | 18  | 0        | 11     | 1     | 0          | 119                | 119             |
| 3   | Renault    | R24          | Renault RS24                          | M    | 18  | 1        | 6      | 3     | 0          | 105                | 105             |
| 4   | Williams   | FW26         | BMW P84                               | M    | 18  | 1        | 4      | 1     | 2          | 82                 | 82              |
| 5   | McLaren    | MP4-19       | Mercedes F0110Q                       | M    | 9   | 0        | 0      | 0     | 0          | 17                 | 69              |
| 5   | McLaren    | MP4-19B      | Mercedes F0110Q                       | M    | 9   | 1        | 4      | 1     | 2          | 52                 | 69              |
| 6   | Sauber     | C23          | Petronas 04A (Ferrari 053 rebatizado) | B    | 18  | 0        | 0      | 0     | 0          | 34                 | 34              |
| 7   | Jaguar     | R5           | Cosworth CR-6                         | M    | 18  | 0        | 0      | 0     | 0          | 10                 | 10              |
| 8   | Toyota     | TF104 TF104B | Toyota RVX-04                         | M    | 18  | 0        | 0      | 0     | 0          | 9                  | 9               |
| 9   | Jordan     | EJ14         | Ford RS2                              | B    | 18  | 0        | 0      | 0     | 0          | 5                  | 5               |
| 10  | Minardi    | PS04B        | Cosworth CR-3                         | B    | 18  | 0        | 0      | 0     | 0          | 1                  | 1               |